# Charlotte Schrötter-Radnitz
Charlotte Schrötter-Radnitz, v matrice zapsaná Charlotta Julie, také psána Lotte Radnitz-Schroetterová, či Lotte Frumi (18. dubna 1899, Praze-Novém Městě – 1986, Benátky), byla česká a italská malířka.

## Život
Charlotte Radnitz se narodila v Praze-Novém Městě, otcec Otto Radnitz a matka Marta rodem Mozes. Později vystudovala v letech 1919–1922 pražskou Akademii u prof. Franze Thieleho. Provdala se za malíře Richarda Schröttera a v polovině dvacátých let s ním pobývala v Benátkách. Byla členkou německého uměleckého spolku Concordia a patřila k zakládajícím členům skupin německy hovořících umělců Junge Kunst a Prager Secession. Roku 1926 reprezentovala Československo na Benátském bienále. Po rozpadu manželství se ve 30. letech 20. století vrátila do Benátek, kde zemřela roku 1986 ve věku 87 let.

## Dílo
Její dílo z let 1924–1928 je známé zčásti pouze z reprodukcí v dobovém tisku. Zabývala se převážně figurální malbou, portréty, městskými krajinami a zátiším. Roku 1928 o ní vyšla monografická studie v časopise Deutsche Kunst und Dekoration.. Národní galerie v Praze má ve sbírce obrazy Přístav průplavu della Guidecca (1924) a Pierot, dívka a harlekýn, Tři masky (1927). Obraz Komedianti (před r. 1928) je v Židovském muzeu v Praze.
Obrazy Charlotte Radnitz z 20. let se na první pohled odlišují od produkce jejích německy hovořících vrstevníků díky své orientaci na italské prostředí a svým specifickým výtvarným projevem jsou blízké okruhu italských autorů Valori Plastici.

### Zastoupení ve sbírkách
- Národní galerie v Praze
- Židovské muzeum v Praze

### Společné výstavy
- 1994/1995 Mezery v historii (1890–1938). Polemický duch Střední Evropy – Němci, Židé, Češi, Městská knihovna, Praha, Museum österreichischer Kultur, Eisenstadt, Ostdeutsche Galerie, Regensburg
- 2013 Mladí lvi v kleci, Oblastní galerie v Liberci

## Dílo
- Přístav, olej na plátně 1926 [4]
- Pierot, dívka a harlekýn (Tři masky), olej na plátně 1927 [5]
- Portrét Guida Frumiho, olej na dřevěné desce 1943 [6]
- Ulice s kostelem,olej na plátně 1925 [7]
- Portrét univerzitního profesora a výtvarného kritika Oskara Schürera, olej na plátně 1931-1932 [8]